# گریان (صربستان)
گریان (به صربی: Grljan) یک منطقهٔ مسکونی در صربستان است که در زایچار واقع شده‌است. گریان ۲٬۸۳۹ نفر جمعیت دارد.